# Noé Lebreton
Pour les articles homonymes, voir Lebreton.
Noé Lebreton, né le 22 avril 2004 à Avranches en France, est un footballeur français qui évolue au poste de milieu défensif au SM Caen.

## Biographie

### Carrière en club
Né à Avranches en France, Noé Lebreton est formé à l'US Avranches avant de rejoindre en 2017 le centre de formation du SM Caen, où il poursuit sa formation. Il joue son premier match en professionnel le 14 mai 2022, lors d'une rencontre de Ligue 2 face au Rodez AF. Il entre en jeu à la place de Brahim Traoré et son équipe est battue par deux buts à zéro. Lebreton signe son premier contrat professionnel avec Caen le 8 juillet 2022, d'une durée de trois ans, soit jusqu'en juin 2025.
Avec l'arrivée de Nicolas Seube au poste d'entraîneur au cours de la saison 2023-2024, Lebreton gagne une place de titulaire dans le onze de départ caennais,.

### En sélection
Noé Lebreton est sélectionné avec l'équipe de France des moins de 20 ans. Il se fait notamment remarquer dès son premier match, le 22 mars 2024 en marquant également son premier but, face à l'Allemagne mais son équipe est battue ce jour-là (3-1 score final).

## Statistiques
| Saison                | Club                  | Championnat           | Championnat | Championnat | Championnat | Coupe(s) nationale(s) | Coupe(s) nationale(s) | Coupe(s) nationale(s) | Total | Total | Total |
| Saison                | Club                  | Division              | M.          | B.          | P.d.        | M.                    | B.                    | P.d.                  | M.    | B.    | P.d.  |
| 2021-2022             | SM Caen               | Ligue 2               | 1           | 0           | 0           | -                     | -                     | -                     | 1     | 0     | 0     |
| 2022-2023             | SM Caen               | Ligue 2               | 6           | 0           | 0           | 1                     | 0                     | 0                     | 7     | 0     | 0     |
| 2023-2024             | SM Caen               | Ligue 2               | 27          | 0           | 2           | 3                     | 0                     | 1                     | 30    | 0     | 3     |
| 2024-2025             | SM Caen               | Ligue 2               | 20          | 2           | 1           | 3                     | 0                     | 0                     | 23    | 2     | 1     |
| Total sur la carrière | Total sur la carrière | Total sur la carrière | 54          | 2           | 3           | 7                     | 0                     | 1                     | 61    | 2     | 4     |